# Auf der Reede
Auf der Reede ist der deutsche Titel des stummen französischen Melodrams En Rade, das Alberto Cavalcanti 1927 nach einem Drehbuch, das er zusammen mit Claude Heymann geschrieben hatte, für die Gesellschaft Neo-Film Paris gedreht hat. Vorlage war das Manuskript zu dem Roman Le Départ de Valdivia des Schauspieler-Schriftstellers Philippe Hériat, welcher auch im Film mitwirkt.

## Handlung
Ein naiver junger Mann in Marseille verliebt sich in das Servierfräulein des Hafencafés. Er träumt davon, mit ihr zu fliehen und zusammenzubleiben und hat deswegen bereits Schiffskarten für zwei Personen für eine Reise nach Valparaiso gekauft. Seine Mutter, eine robuste Waschfrau, ist misstrauisch. Ein melancholischer Hafenarbeiter begeht eine Verzweiflungstat.
The emotional and fearful relationship between a small bar waitress, bullied by her mother, distraught by her customers, the dockworkers, and Jean, the son of the laundress who dreams of other horizons. A simple-minded man interferes, fascinated by the young girl and the boats that are moving away.
Der Sohn einer Wäscherin (Georges Charlia) träumt von der Ferne. Er interessiert sich für die hübsche Serviererin (Catherine Hessling), welche in einer Hafenspelunke arbeitet und ihn im Gegensatz zu anderen Männern sanft und behutsam findet. Er kauft zwei Fahrkarten nach Valparaiso (Chile), aber die Serviererin will nicht mehr mit, nachdem er sie trotz aller scheinbaren Behutsamkeit beinahe vergewaltigt. Sie ist allgemein traumatisiert vom Hafen und fühlt sich von einheimischen Dockern wie auch von fremdländischen Matrosen bedrängt.
Genauso traumatisiert ist ein »Idiot« (Philippe Hériat), ein ehemaliger Matrose, der einen Schiffsuntergang miterlebt hatte und -am Ende des Films- versucht, in einem kleinen Boot aus dem Hafen zu rudern. Der Film endet traurig: der Sohn der Wäscherin kehrt zur Mutter zurück, und in der letzten Einstellung wird der »Idiot« und ehemalige Matrose tot ans Ufer geschwemmt.

## Produktionsnotizen
Die Produktion der Neo-Film Paris wurde von James E. Rogers photographiert. Das Szenenbild schuf Erik Aaes. Die Außenaufnahmen entstanden im alten Hafen von Marseille. Die Erstaufführung fand am 18. November 1927 in Paris statt. Der Film wurde auch in Deutschland, den Niederlanden, in Japan und den Vereinigten Staaten gezeigt, wo er den Titel Sea Fever bekam, alternativ zu Stranded.

## Rezeption
Der englische Titel des Films war Stranded, obwohl es hier „um Sehnsucht geht, um Menschen, welche die Träume des Hafens teilen, aber nicht wegkommen“. Der »Idiot« ist, obwohl er nicht eigentlich an der Handlung teilnimmt, „ein wichtiger Aspekt des Films, denn er verkörpert als ehemaliger, schiffbrüchiger, narbenbedeckter, traumatisierter Matrose das Thema des Gestrandetseins.“
Der niederländische Romanschriftsteller Lodewijk Van Deyssel, bürgerlich Karel Joan Lodewijk Alberdingk Thijm (1864–1952), sah den Film in den 1920er Jahren und war beeindruckt:

„Der Moment in Cavalcantis Film, in dem die Mutter, die ihren Sohn sucht, zwischen den Wänden voller Kalkablagerungen (oder ähnlichem) geht und einen anderen, den schlafenden »Idiot«, findet, ist der Höhepunkt des Werkes. (...) In diesem Moment wird die Wirklichkeit in ihrer gewöhnlichen Erscheinung zum Symbol. Das bedeutet, dass die gewöhnliche Realität die Essenz eines visionären Motivs annimmt.“

(zitiert aus: „Buch und Kunst“)
Der Film wurde „von der Kritik als Meisterwerk des fiktionalen Stummfilms anerkannt“ und „half die Ästhetik des französischen Impressionismus zu etablieren“. Die Poesie des Films lebt auch von der Kunst der Hauptdarstellerin Catherine Hessling, welche auch in weiteren Filmen Cavalcantis mitspielen sollte. 26 Jahre später, 1953, drehte Cavalcanti ein remake des Stoffes unter dem Titel O Canto do Mar in Brasilien als Tonfilm.

## Wiederaufführungen
Der Norddeutsche Rundfunk NDR strahlte En Rade in seinem Fernsehprogramm am 16. Oktober 1974 mit Musikillustration durch den Pianisten Arthur Kleiner aus.
Im Filmhuis Den Haag wurde der von einer Nitrokopie aus der Cinemateca Italiana in Mailand restaurierte Film 2004 mit einer neu komponierten Musik für Bandoneon, Marimba und Cello von Martin de Ruiter wiederaufgeführt.